# Maurizio Damilano
Maurizio Damilano (ur. 6 kwietnia 1957 w Scarnafigi) – włoski lekkoatleta, chodziarz, jeden z najbardziej utytułowanych zawodników w historii tej specjalności lekkoatletycznej.

## Kariera sportowa
Zajął 4. miejsce w chodzie na 10 000 metrów na mistrzostwach Europy juniorów w 1975 w Atenach.
Startując w konkurencji seniorów zajął 6. miejsce w chodzie na 20 kilometrów na mistrzostwach Europy w 1978 w Pradze.
Podczas igrzysk olimpijskich w 1980 w Moskwie zdobył złoty medal w chodzie na 20 kilometrów, wyprzedzając Piotra Poczinczuka ze Związku Radzieckiego i Rolanda Wiesera z Niemieckiej Republiki Demokratycznej. Na halowych mistrzostwach Europy w 1981 w Grenoble zajął 2. miejsce w chodzie na 5000 metrów za Harwigiem Gauderem z NRD, a przed Gérardem Lelièvre z Francji (była to konkurencja pokazowa). Zdobył złoty medal w chodzie na 20 kilometrów na uniwersjadzie w 1981 w Bukareszcie. Zwyciężył na dystansie 5000 metrów na halowych mistrzostwach Europy w 1982 w Mediolanie (przed swym rodakiem Carlo Mattiolim i Austriakiem Martinem Toporkiem (również była to konkurencja pokazowa). Na mistrzostwach Europy w 1982 w Atenach został zdyskwalifikowany w chodzie na 20 kilometrów, a chodu na 50 kilometrów nie ukończył. Zdobył srebrny medal w chodzie na 20 kilometrów na uniwersjadzie w 1983 w Edmonton. Zajął 7. miejsce w tej konkurencji podczas mistrzostw świata w 1983 w Helsinkach. Zwyciężył na tym dystansie na igrzyskach śródziemnomorskich w 1983 w Casablance.
Na igrzyskach olimpijskich w 1984 w Los Angeles zdobył brązowy medal w chodzie na 20 kilometrów za Meksykanami Ernesto Canto i Raúlem Gonzálezem. Chodu na 50 kilometrów nie ukończył. Zdobył srebrny medal w chodzie na 5000 metrów na światowych igrzyskach halowych w 1985 w Paryżu, przegrywając jedynie z Gérardem Lelièvre, a wyprzedzając Davida Smitha z Australii. Na mistrzostwach Europy w 1986 w Stuttgarcie zajął 2. miejsce w chodzie na 20 kilometrów za Jozefem Pribilincem z Czechosłowacji, a przed Hiszpanem Miguelem Prieto. Chodu na 50 kilometrów nie ukończył.
Zwyciężył w chodzie na 20 kilometrów na mistrzostwach świata w 1987 w Rzymie (przed Pribilincem i Hiszpanem Josepem Marínem) oraz na igrzyskach śródziemnomorskich w 1987 w Latakii. Na tym samym dystansie wywalczył swój trzeci medal olimpijski – brązowy – na igrzyskach olimpijskich w 1988 w Seulu (przegrał z  Pribilincem i Ronaldem Weigelem z NRD). Na mistrzostwach Europy w 1990 w Splicie startował tylko w chodzie na 50 kilometrów, ale go nie ukończył. Obronił tytuły mistrzowskie w chodzie na 20 kilometrów na igrzyskach śródziemnomorskich w 1991 w Atenach i mistrzostwach świata w 1991 w Tokio (wyprzedził wówczas Michaiła Szczennikowa i Jauhienija Misiulę ze Związku Radzieckiego. Na swych czwartych igrzyskach olimpijskich w 1992 w Barcelonie zajął 4. miejsce w chodzie na 20 kilometrów.
Ośmiokrotnie startował w pucharze świata, zawsze w chodzie na 20 kilometrów, zajmując następujące miejsca: 1977 w Milton Keynes – 4. miejsce, 1979 w Eschborn – dyskwalifikacja, 1981 w Walencji – 6. miejsce,  1983 w Bergen – 4. miejsce, 1985 w St. John's – 2. miejsce, 1987 w Nowym Jorku – 7. miejsce, 1989 w L’Hospitalet – 6. miejsce i 1991 w San Jose – 8. miejsce.
Podczas mistrzostw Włoch na różnych dystansach wywalczył aż 20 złotych medali:
- chód na 10 0000 m – 1979 i 1981–1985
- chód na 15 km – 1987
- chód na 20 km – 1978, 1980–1986, 1988
- chód na 50 km – 1985, 1986 i 1990

W hali był mistrzem Włoch w chodzie na 5000 metrów w 1984.
3 października 1992 w Cuneo ustanowił rekordy świata w chodzie dwugodzinnym (29 5732 m) i w chodzie na 30 000 metrów (2:01:44,1). Wynik Damilano w chodzie na 30 000 metrów jest aktualnym (maj 2021) rekordem świata.
W 1992 został odznaczony Orderem Zasługi Republiki Włoskiej III klasy (komandoria).

## Rekordy życiowe
Maurizio Damilano miał następujące rekordy życiowe:
- chód na 3000 metrów – 11:07,75 (29 lipca 1981, Formia)
- chód na 5000 metrów – 18:30,43 (11 czerwca 1992, Caserta)
- chód na 10 000 metrów – 39:05,80 (25 października 1988, Limbiate)
- chód na 10 kilometrów – 39,47 (10 lipca 1988, Neubrandenburg)
- chód na 20 kilometrów – 1:18:54 (6 czerwca 1992, A Coruña)
- chód na 30 000 metrów – 2:01:44,1 35 października 1992, Cuneo)
- chód na 50 kilometrów – 3:46:51 (25 marca 1990, Pomigliano)

## Rodzina
Jego brat bliźniak Giorgio również był chodziarzem, olimpijczykiem z 1980.